# Вольфке, Мечислав
Мечислав Вольфке (англ. Mieczysław Wolfke; 1883—1947) — польский физик, член Польской АН (1932).

## Биография
Учился в 1901—1907 годах в Льежском и Парижском университетах. В 1907—1910 годах работал во Вроцлавском университете, в 1914—1922 годах — в Цюрихском политехникуме и университете, в 1922—1939 годах — профессор Варшавского политехнического института. Организатор Института низких температур (Варшава).

## Научная деятельность
В 12 лет написал первый научный труд «Планетостанция», в котором предлагал использовать реактивный двигатель на жидком топливе для межпланетных полетов.
Будучи ещё 15-летним гимназистом из г. Ченстохова, в 1898 году послал в Петербург заявку на изобретение «телектроскопа», где впервые предложил передавать сигнал телевизионного изображения не по проводам, а по радио. Основные работы по физике низких температур и оптике, в частности по теории дифракционного изображения.
В 1911 году сконструировал новую ртутно-кадмиевую лампу, в 1927 году совместно с В. Кеезомом открыл две разновидности жидкого гелия, гелий I и гелий II, исследовал свойства жидкого гелия, жидкого и твердого водорода. В 1920 году в работе «О возможностях оптического изображения молекулярной решетки» выдвинул и экспериментально проверил идею голографического метода получения изображений.
Также работы по теории тепла, квантовой теории и электрическим разрядам в газах.